# Open-world assumption
Open-world assumption (OWA, на български: презумпция за отворен свят; допускане за отворен свят; предположение за отворен свят) е термин от областта на представяне на знанието (на английски: knowledge representation), с който се означава допускането, че в една формална логическа система истинната стойност на дадено съждение може да бъде истина, без значение дали за съждението е известно дали е вярно или не. Обратният термин е closed-world assumption (CWA, презумпция за затворен свят), според който всяко съждение, което е истина, е предварително зададено в системата като истина.
OWA дава формален израз на неформалната представа, че никой отделен агент или наблюдател не разполага с пълното знание и следователно не може да прави допускания за затворен свят. OWA ограничава видовете логически изводи и дедукционни изводи, които могат да бъдат направени, до онези, които следват от съжденията, известни на агента като истинни. За сравнение, при презумпцията за затворен свят, на агента е разрешено да прави логически извод на база липсата на знание дали съждението е вярно, като всичко, което следва от съждението е лъжа.
Евристично погледнато, презумпцията за отворен свят се прилага, когато представяме знанието в система в процеса на откриването му и не можем да гарантираме, че сме открили или ще открием пълната информация. При OWA, съжденията относно знание, което не се съдържа или не е логически изведено от знанието, съдържащо се в системата, могат да се смятат за неизвестни, вместо за истинни или неистинни.
Програмни езици за семантичен уеб, като например OWL, се базират на допускането за отворен свят. Липсата на конкретно съждение в уеб принципно означава, че съждението все още не съществува в явен вид, без значение от това дали е истинно или не и без значение дали вярваме, че то би било истинно или не. Накратко, от липсата на дадено съждение в базата знания, вземащият решение с дедукция не може (и не трябва) да прави логическото заключение, че съждението е лъжа.
Много процедурни програмни езици и системи за управление на бази данни правят предположението за затворен свят. Например, типичната база данни на авиокомпания не прави разпределение на местата за пътниците, а допуска, че пътниците без места не са се чекирали. Презумпцията за затворен свят типично се прилага, когато системата има пълен контрол над информацията, какъвто е случаят с много приложения за бази данни, където трансакционната система на базата данни функционира като централизиран „брокер“ и „арбитър“ на едновременните и конкурентни заявки от множество независими клиенти (агенти). Съществуват обаче и множество бази данни, поддържащи непълна информация. Например, в една система за подпомагане вземането на диагностични решения, на базата на това, че за даден пациент липсва информация за определена алергия, не може да се направи заключение, че пациентът не страда от такава алергия.

## Примери
Пример 1
```
Съждение: А е гражданин на Франция.
Въпрос: Б гражданин ли е на Франция?
Отговор при „Затворен свят“: Не.
Отговор при „Отворен свят“: Неизвестно.
```

При презумпцията за отворен свят, невъзможността да се изведе истинността на даден факт не води до извода, че той е неистинен, а само до извода, че знанието ни за света е непълно.
Пример 2
```
Съждение: А е гражданин на Франция.
Допускане: Един човек може да е гражданин само на една страна.
Ново съждение: А е гражданин на Колумбия.
Отговор при „Затворен свят“: Грешка.
Отговор при „Отворен свят“: Логически се извежда ново съждение: Франция = Колумбия.
```

При „затворен свят“ добавянето на това ново съждение ще произведе грешка, тъй като първоначално е направено допускането, че един човек може да е гражданин само на една страна. При „отворен свят“ вместо да се изведе грешка се появява ново съждение. Логиката е следната: „Ако човек може да е гражданин само на една страна, а А е гражданин на Франция и на Колумбия, то Франция и Колумбия е една и съща страна.“
За отбелязване е, че при CWA направихме предположението, че Франция и Колумбия са различни страни. При OWA, това предположение за уникалността на имената (Unique Named Assumption, UNA) не се прави. Системите с презумпция за затворен свят имат UNA; системите с презумпция за отворен свят – нямат. Прецумпцията за уникалност на имената, обаче, може да бъде изрично добавена, т.е. ако има въведен списък на страните, може изрично да се въведе твореднието, че всяка страна от списъка е различна от всяка друга. В този случай OWA системата ще генерира грешка поради несъответствие.